# Заяць Іван Михайлович
Іван Михайлович Заяць — кандидат технічних наук (1971), професор (1997), Львівського лісотехнічного інституту у 1962–2002 рр.

## Біографія
Народився 30 серпня 1929 року в с. Малі Грибовичі Нестерівського (тепер Жовківського) р-ну Львівської області у сім'ї селянина.
У 1946 році закінчив Грибовицьку СШ. У 1946–1948 р.р. працював верстатником на львівському склодзеркальному заводі та електриком на львівській телефонній станції. У період з 1949 по 1951 р.р. продовжив навчання у СШ № 30 м. Львова.
У 1951 р. вступив до львівського лісотехнічного інституту, який закінчив у 1956 р., отримавши кваліфікацію інженера — механіка.

## Наукова та викладацька діяльність
Після закінчення навчання у виші направлений на роботу у Львівський технікум механічної обробки деревини (зараз: «Технологічний коледж НЛТУ України»), у якому працював до листопада 1962 р. на посадах викладача, завідувача вечірнього відділення, заступника директора з навчальної роботи.
28 листопада 1962 р. був обраний за конкурсом на посаду асистента кафедри технології матеріалів та машинобудування Львівського лісотехнічного інституту.
У 1965 р. вступив до аспірантури Львівського лісотехнічного інституту, яку закінчив у 1968 р.
Дисертацію на здобуття наукового ступеня кандидата технічних наук захистив у 1971 р. (керівник Яцюк Арсеній Іванович)
Звання доцента присуджене рішенням ВАКу СРСР 24 травня 1974 р.
Після закінчення аспірантури працював на посаді старшого викладача кафедри технології матеріалів та машинобудування Львівського лісотехнічного інституту, а з 1973 р. — на посаді доцента. З 01.09.1975 по 25.10.1985 — завідувач кафедри технології виробів з деревини (ТВД), з 26.10.1985 — декан другого технологічного факультету. Після реорганізації технологічного факультету з 01.07.1988  працював на посаді доцента, а з 1 червня 1997 р до 23 травня 2002 р. професора кафедри технології виробів з деревини Національного Лісотехнічного Університету України.
Заяць І. М. здійснював активну наукову діяльність в царині обробки деревини та деревинних матеріалів, розробки та застосування клейових композицій для склеювання деревини, деревинних і полімерних матеріалів, модифікування деревини шляхом просочування.
Під його керівництвом А. С. Кушпіт та Б. Я. Кшивецький виконали та захистили дисертаційні роботи на здобуття наукового ступеня кандидата технічних наук.
Заяць І. М. — автор понад 130 наукових і навчально-методичних публікацій, зокрема підручників «Технологія виробів з деревини» та «Технологія столярно-меблевого виробництва», монографії «Обробка деревини і деревинних матеріалів абразивами».
Помер Іван Михайлович 23 травня 2002 р. Похований у с. Малі Грибовичі, Львівська область, Україна.